# The Devil in Sister George EP
The Devil in Sister George EP è il secondo EP (pubblicato nel 1994, su etichetta Virgin Records) del cantante inglese Boy George, anche se tra il titolo in blu, di media grandezza, dove si specifica appunto che trattasi di un EP, e il nome in grande dell'artista, si legge la piccola aggiunta «& Jesus Loves You», gruppo che George aveva fondato all'inizio degli anni novanta, parallelo alla sua carriera solista, e che ancora teneva più o meno attivo, con la continua uscita di nuovi remix (un primo extended play era appunto uscito come ultimo prodotto accreditato ai Jesus Loves You). Dei 5 brani inclusi, gli ultimi tre sono stati registrati nello stesso anno della pubblicazione, il 1994, mentre i primi due sono stati realizzati l'anno prima, nel 1993. Nel mese di marzo del 1994, l'EP raggiunge il Numero 26 nella classifica inglese (degli album).
Il breve extended (che si colloca tra il quarto e il quinto album del solista, rispettivamente del 1990 e del 1995) costituisce uno dei tre lavori estesi di maggior successo per l'artista nella madrepatria (oltre al suo primo album del 1987 e a una raccolta congiunta con i Culture Club del 1993). In effetti,'The Devil in Sister George EP può considerarsi breve soltanto relativamente al numero delle tracce che lo compongono (cinque), dato che in quanto a durata, equivale all'incirca alla lunghezza di un tipico album degli anni ottanta (i cinque pezzi sono compresi tra i 6 minuti di "Everything I Own" e i quasi 9 di "Generations of Love", regina incontrastata dai lunghi e numerosi remix). Lo stesso vale per quanto riguarda l'opera di produzione: ben sette sono stati i produttori che vi hanno preso parte, compreso lo stesso Boy George, che però ha per lo più lavorato sotto lo pseudonimo di Angela Dust, già ampiamente utilizzato nella realizzazione di quasi tutti i brani dei Jesus Loves You. L'EP contiene remix di vario genere, maggiormente tendenti alla dance e alla techno, di pezzi originariamente inclusi in 3 diversi album e su 1 EP, realizzati da Boy George da solista, con i Jesus Loves You e con i più noti Culture Club.
Seguendo l'ordine di presentazione dell'EP, le cinque tracce originarie possono essere così attribuite: "Miss Me Blind" compare su Colour by Numbers, il secondo album dei Culture Club, del 1983; "Generations of Love" è il pezzo di apertura di The Martyr Mantras, l'unico long-playing dei Jesus Loves You, del 1990; "Am I Losing Control" è un altro pezzo dei Jesus Loves You, non incluso però sull'album della band, poiché scritto successivamente, ed inserito invece sull'EP del gruppo, Sweet Toxic Love, del 1992, che ne completa la breve discografia - il brano, qui in una versione strumentale massimamente acida, ricomparirà in una versione lievemente alterata nel titolo, "Losing Control", ma completamente diversa nella sostanza, orientata verso la musica country, nell'apprezzatissima raccolta di ballate acustiche di Boy George, U Can Never B2 Straight, del 2002; anche "Love Hurts", il quarto brano su The Devil in Sister George EP, appartiene al succinto repertorio dei Jesus Loves You, anche questo incluso sull'album The Martyr Mantras, da dove è stato estratto come uno dei due brani del singolo a doppio lato A della band, diventato famoso soprattutto per la traccia dalle palesi influenze Hare Krishna, "Bow Down Mister" (che con la sua grandissima popolarità ha finito col far passare in secondo piano la pur interessante altra traccia, che qui rivive finalmente di luce propria); il ricco EP si chiude con la Numero Uno britannica ed europea di Boy George, "Everything I Own", celebre cover reggae che vanta il primato di aver raggiunto la vetta della classifica inglese in sole due settimane (durante la prima, la canzone era già nelle parti più basse della Top Ten, mentre nel corso della seconda già guardava dall'alto del podio tutte le altre, raggiungendo contemporaneamente anche la vetta della Classifica Europea, dove è rimasta per due settimane consecutive, prima di cedere lo scettro).
Tra i produttori, dei quali si è già fatta menzione, ritorna Steve Levine, anche se solo virtualmente, dato che si tratta dell'originario produttore della versione canonica di "Miss Me Blind" dei Culture Club (anche se la decisione di remixare soltanto il brano, senza 'spogliarlo' del tutto, è piuttosto indicativa del valore dato da George al lavoro di Levine), mentre spicca l'insolita assenza del fedelissimo John Themis, soprattutto alla produzione (compare soltanto come coautore del brano all'epoca più recente, "Am I Losing Control"). Ormai considerato quinto membro virtuale dei Culture Club, Themis, greco-cipriota, eccellente chitarrista auto-didatta, è responsabile di grandissima parte della produzione solista di Boy George, dai Jesus Loves You in poi. Tra le altre cose, ha composto assieme a George tutte le tracce dell'album punk/rock Cheapness and Beauty del 1995 (tranne la cover di apertura, di Iggy Pop), comprese le tre superbe ballate acustiche, dove la sua chitarra, già divenuta storica nella gemma di fine anni novanta "I Specialise In Loneliness", si distingue ampiamente per intensità e passione, nonché per amalgamarsi alla perfezione con la calda voce soul ormai familiare di Boy George. Tra gli autori dei remix, invece, una parte di rilievo spetta a Ramp, autore delle rielaborazioni dei primi due brani, e ad Evolution, che qui realizza la versione disco di "Love Hurts", e l'anno successivo creerà un nuovo successo per George, nelle posizioni calde della classifica dance americana, remixando un'alternativa "Same Thing In Reverse" (entrambe entrate di diritto nella storia ufficiale di Boy George e dei suoi Culture Club, ormai inserite nel quadruplo cofanetto del 2002, Culture Club - Box Set).
Di questo The Devil in Sister George EP vanno illustrati almeno altri due particolari: le foto di copertina e la riflessione scritta all'interno (la confezione è costituita da un lussuoso digipack apribile, bianco lucido e liscio al tatto). Riguardo l'artwork della copertina, riprendendo il titolo, che significa «L'EP del Diavolo in Sorella George», il poliedrico cantante compare tutto dipinto di rosso, compreso il volto e le altre parti del corpo scoperte (tranne le mani, di cui soltanto le unghie portano lo smalto di quello stesso colore infuocato), con un boa di raso al collo in tinta, un lungo e stretto soprabito nero, delle enormi scarpe con la zeppa di sughero e, ciliegina sulla torta, delle corna non troppo pronunciate, ma bene in vista sulla parte anteriore della fronte. George compare in questo modo in cinque diverse pose, quattro volte sulle varie pagine cartonate dell'EP, ed una volta direttamente sulla superficie a specchio del CD, che si improvvisa così parziale picture disc. Ultima nota spetta ad una specie di lapidaria filastrocca, che la dice lunga sulla filosofia «diavolesca di sorella George». Il brano, naturalmente in inglese, e inutile dirlo, in inchiostro rigorosamente rosso, in tema col resto della grafica di copertina, riprende una canzone del gruppo dei Toto, intitolata "Georgie Porgie", che si può tradurre come «Giorgino il porcellino», che George poi rielaborà nella sua autobiografia dell'anno seguente. Ecco un'approssimativa traduzione della resa a mo' di parodia del testo originale: «Giorgino, Porcellino, stelle nel cielo/Baciava le ragazze e le faceva piangere/Quando i ragazzi uscivano a giocare/Lui se ne innamorava/E loro fuggivano via». Lapidario al massimo, ancora una volta l'artista londinese si fa notare per estro e creatività. Apparentemente sciocca, oltre a riaffiorare, rielaborata («stelle nel cielo» diventerà «torta e budino»), nella sua prima autobiografia, l'originale parodia del brano fissa una filosofia «diabolica» destinata a durare, così come il titolo di questo piacevole EP non verrà più dimenticato, ormai accolto tra i siti ufficiali che potete cliccare tra i Collegamenti Esterni.

## Tracce
1. "Miss Me Blind" (Return to Gender Mix) - 7:10 (O'Dowd/Moss/Craig/Hay)
2. "Generations of Love" (Ramp Club Mix) - 8:46 (Dust/Rogers/Geary)
3. "Am I Losing Control" (Metal Bird Mix) - 6:43 (O'Dowd/Themis)
4. "Love Hurts" (Disco Moment Mix) - 6:35 (Dust/Forest/Cottle)
5. "Everything I Own" (Redemption Extension Mix) - 6:09 (D. Gates)

## Formazione/Musicisti/Staff/Produzione
- Boy George: voce & alias Angela Dust (=Boy George): co-produzione n° 2
- Steve Levine: produzione n° 1
- Ramp: remix n° 1 & 2
- Andy Whitmore: co-produzione n° 2
- Simon Rogers: produzione originaria n° 2
- "Hands On" Hans Grottheim: produzione n° 3
- Bruce Forest: produzione n° 4
- Evolution: remix n° 4
- Mafia & Fluxy: produzione n° 5
- Tim Vary, Darren Woolford: design
- Uli Weber: fotografia
- per i musicisti vedi i Credits dei seguenti lavori, relativi agli artisti indicati:
- Colour by Numbers dei Culture Club
- The Martyr Mantras dei Jesus Loves You
- Sweet Toxic Love EP dei Jesus Loves You
- Sold di Boy George

## Dettagli pubblicazione
| Paese | Data      | Etichetta      | Formato | N° Catalogo      |
| UK    | 1993-1994 | Virgin Records | CD      | VSCDG 1490       |
|       |           |                |         | LC 3098          |
|       |           |                |         | PM 515           |
|       |           |                |         | 7243 8 92285 2 6 |